# Rhamphomyia crassimana
Rhamphomyia crassimana är en tvåvingeart som beskrevs av Gabriel Strobl 1898. Rhamphomyia crassimana ingår i släktet Rhamphomyia och familjen dansflugor. Inga underarter finns listade i Catalogue of Life.